# یواس‌اس کارل وینسون

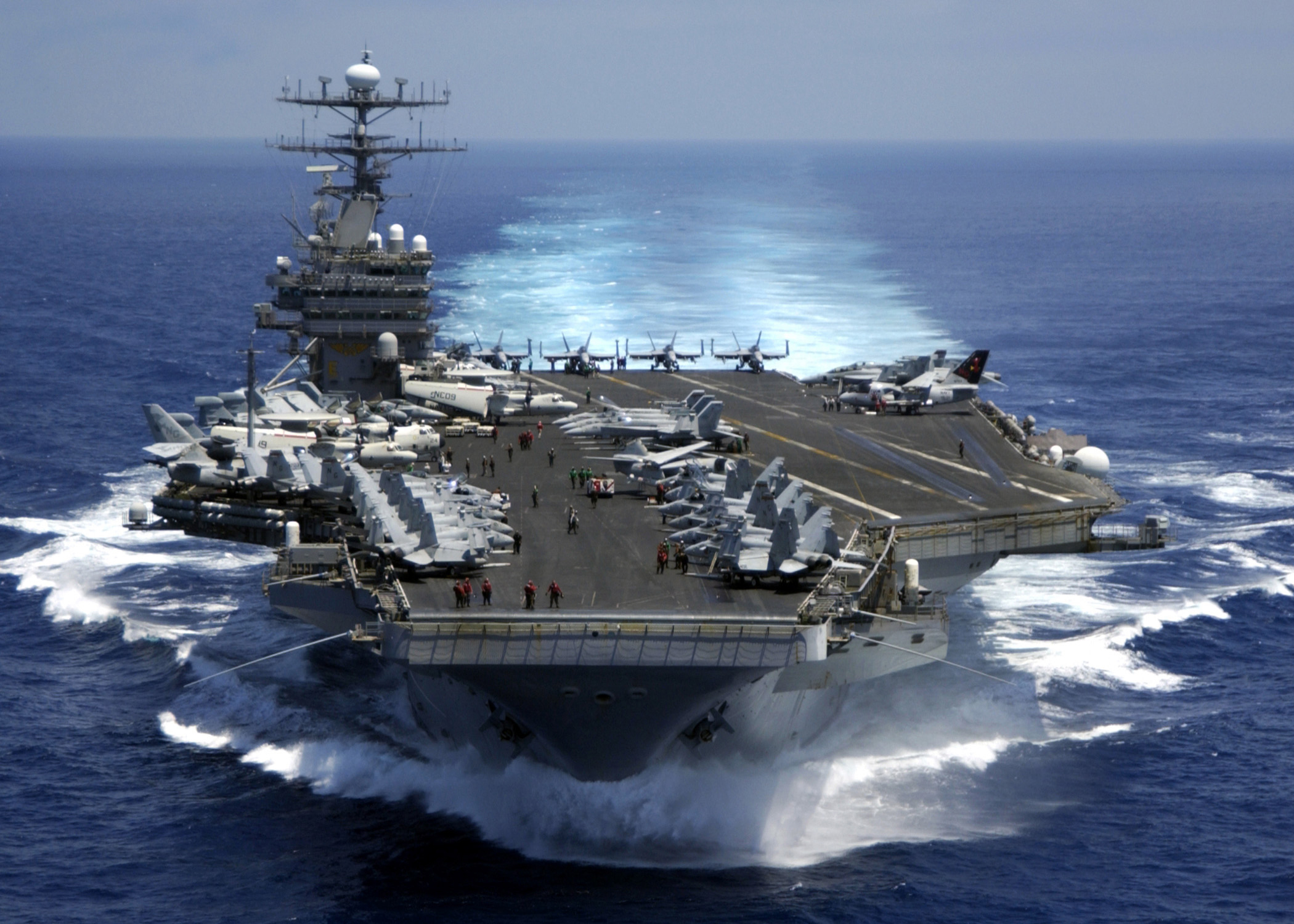

ناو هواپیمابر کارل وینسون یا یو اس اس کارل وینسون (سی وی ان-۷۰) (به انگلیسی: USS Carl Vinson) نام یک ناو هواپیمابر کلاس نیمیتز متعلق به نیروی دریایی ایالات متحده آمریکا است.
این ناو هواپیمابر در دسامبر ۱۹۸۲ به دریا انداخته شد و پایگاه خانگی آن در پایگاه هوایی جزیره شمالی است.
این ناو ۳۳۳ متر طول دارد و مجهز به دو راکتور هسته ای ساخت وستینگهاوس است.

## نگارخانه

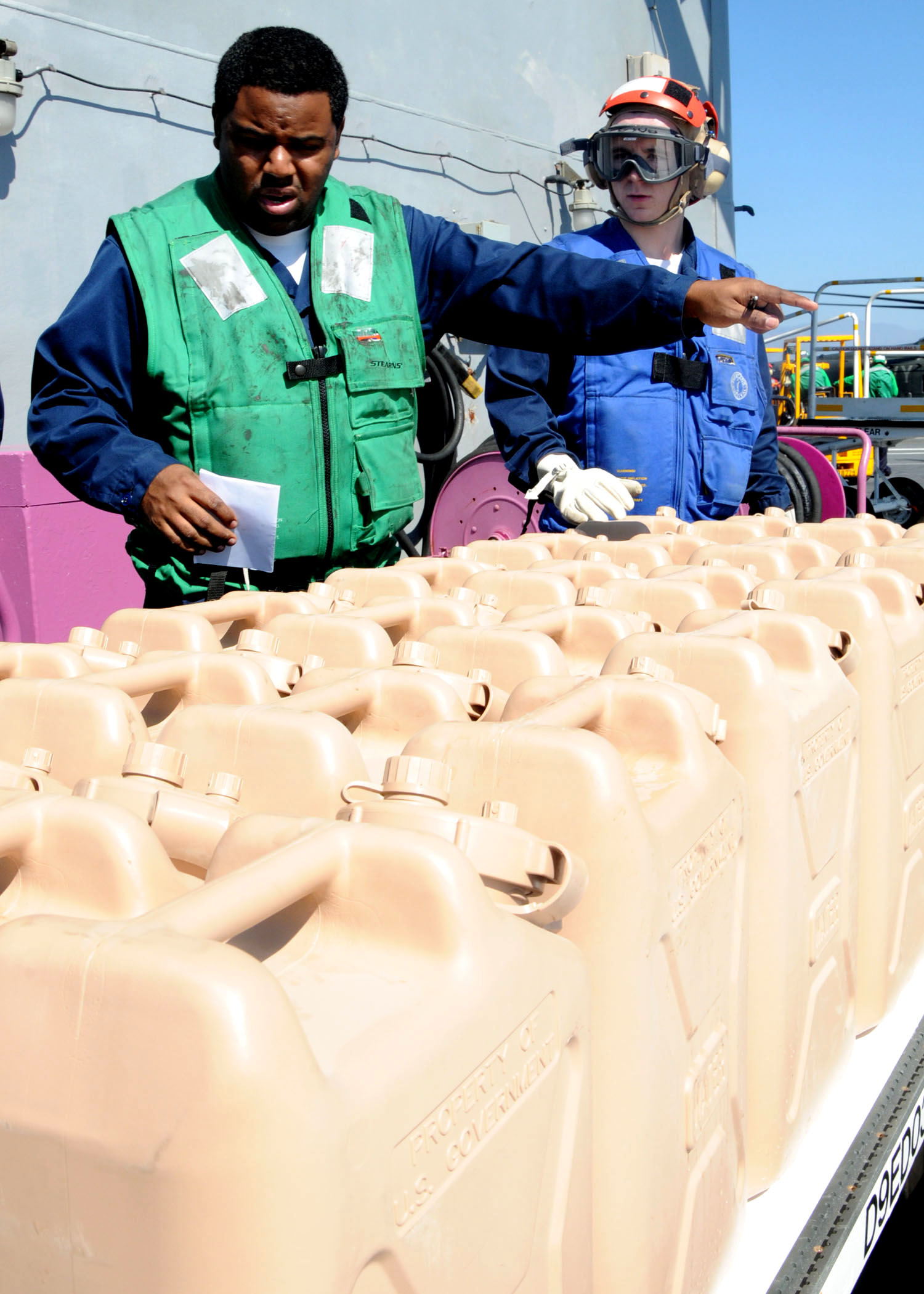
توزیع آب برای زلزله زدگان هائیتی
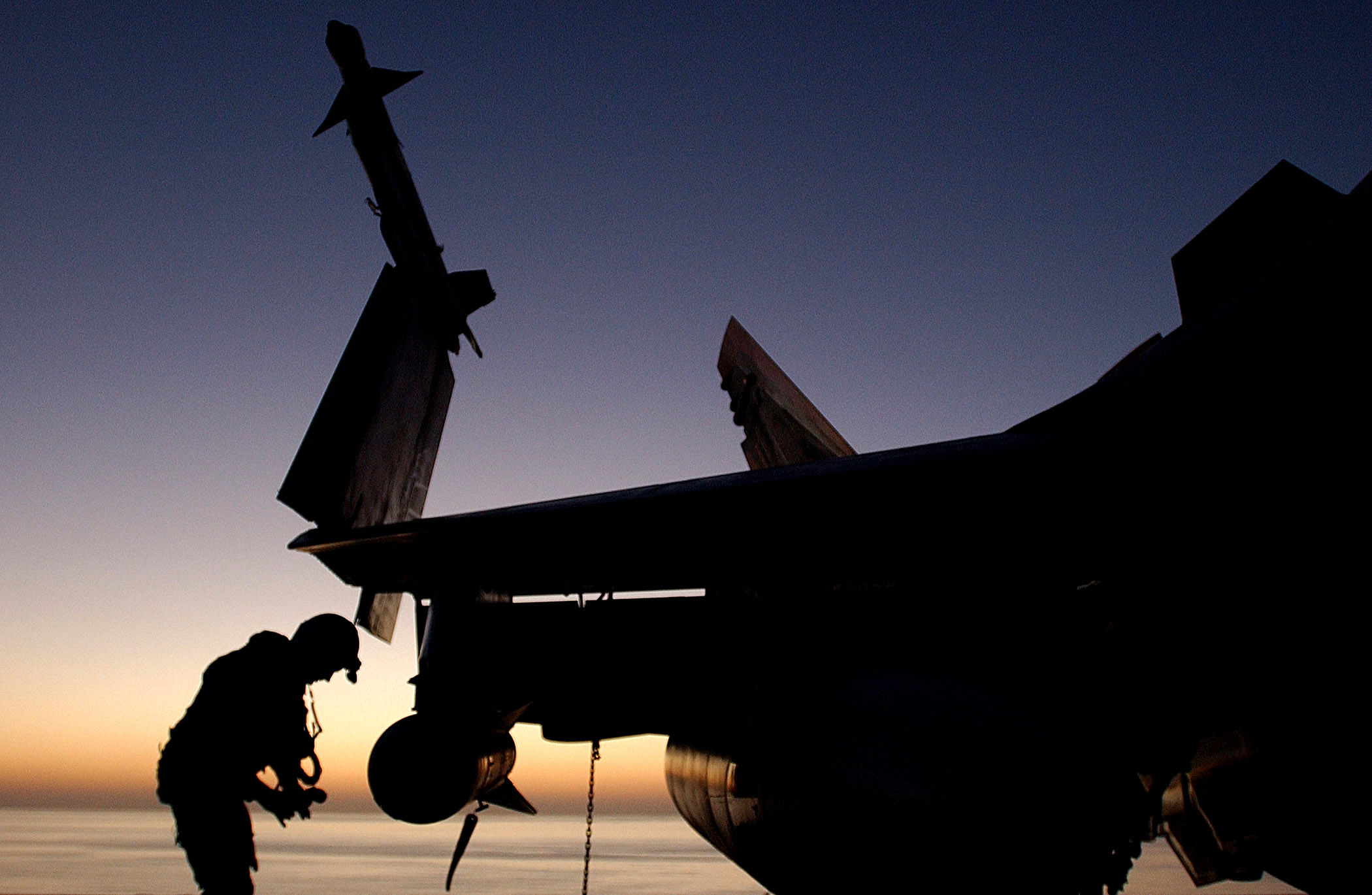
عصر
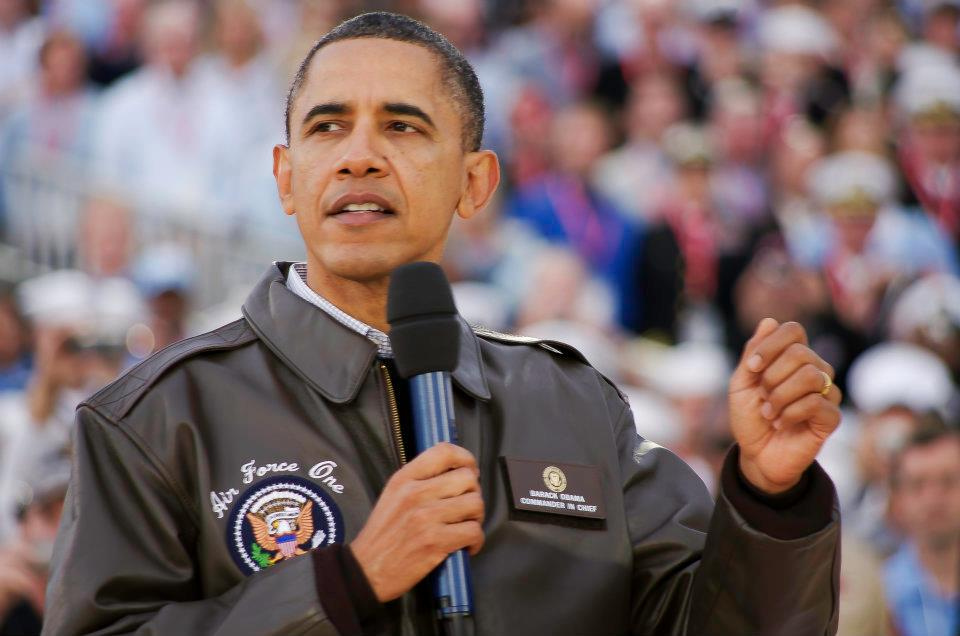
دیدار اوباما از ناو
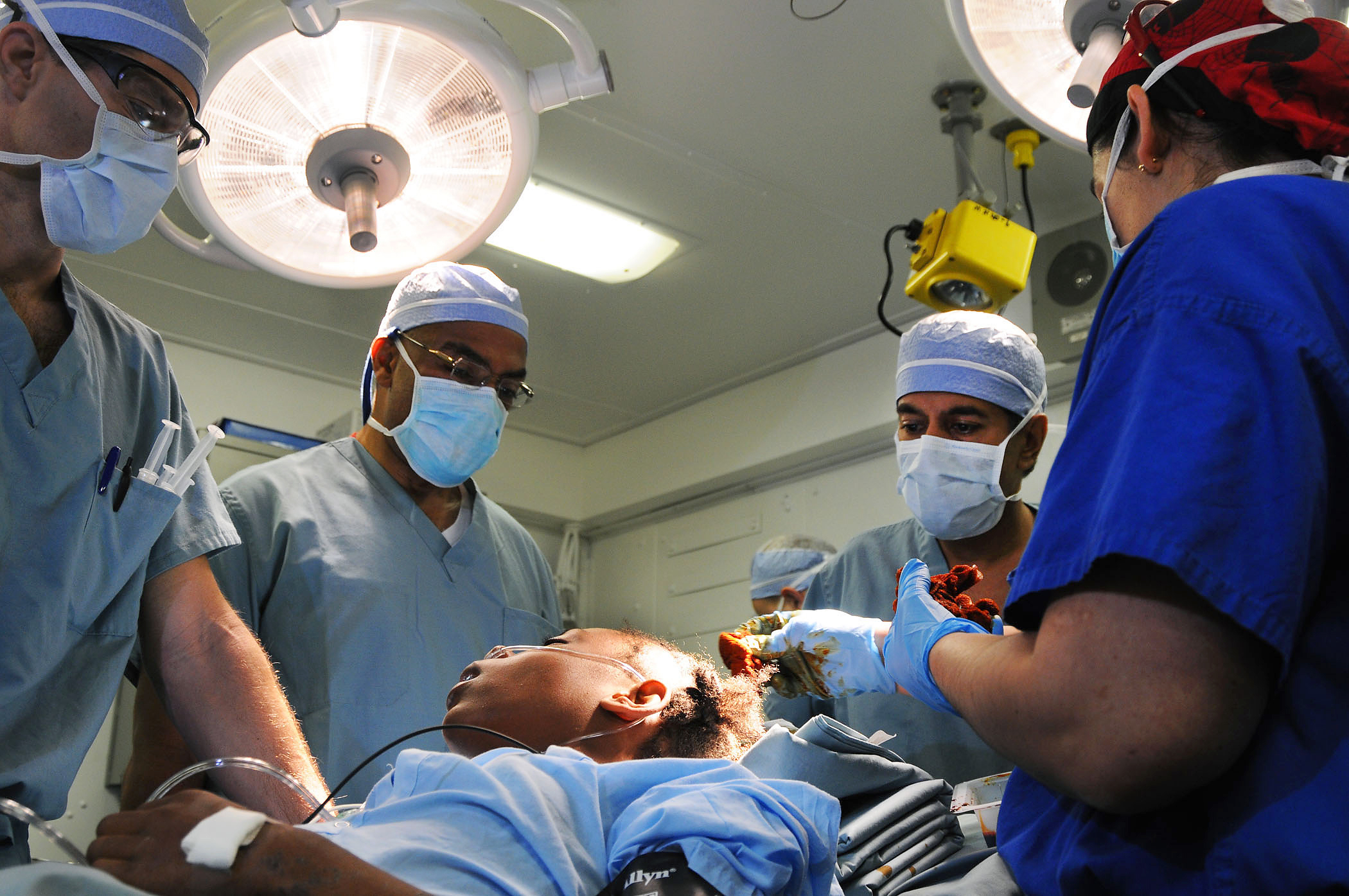
آمادگی برای جراحی یک کودک مصدوم
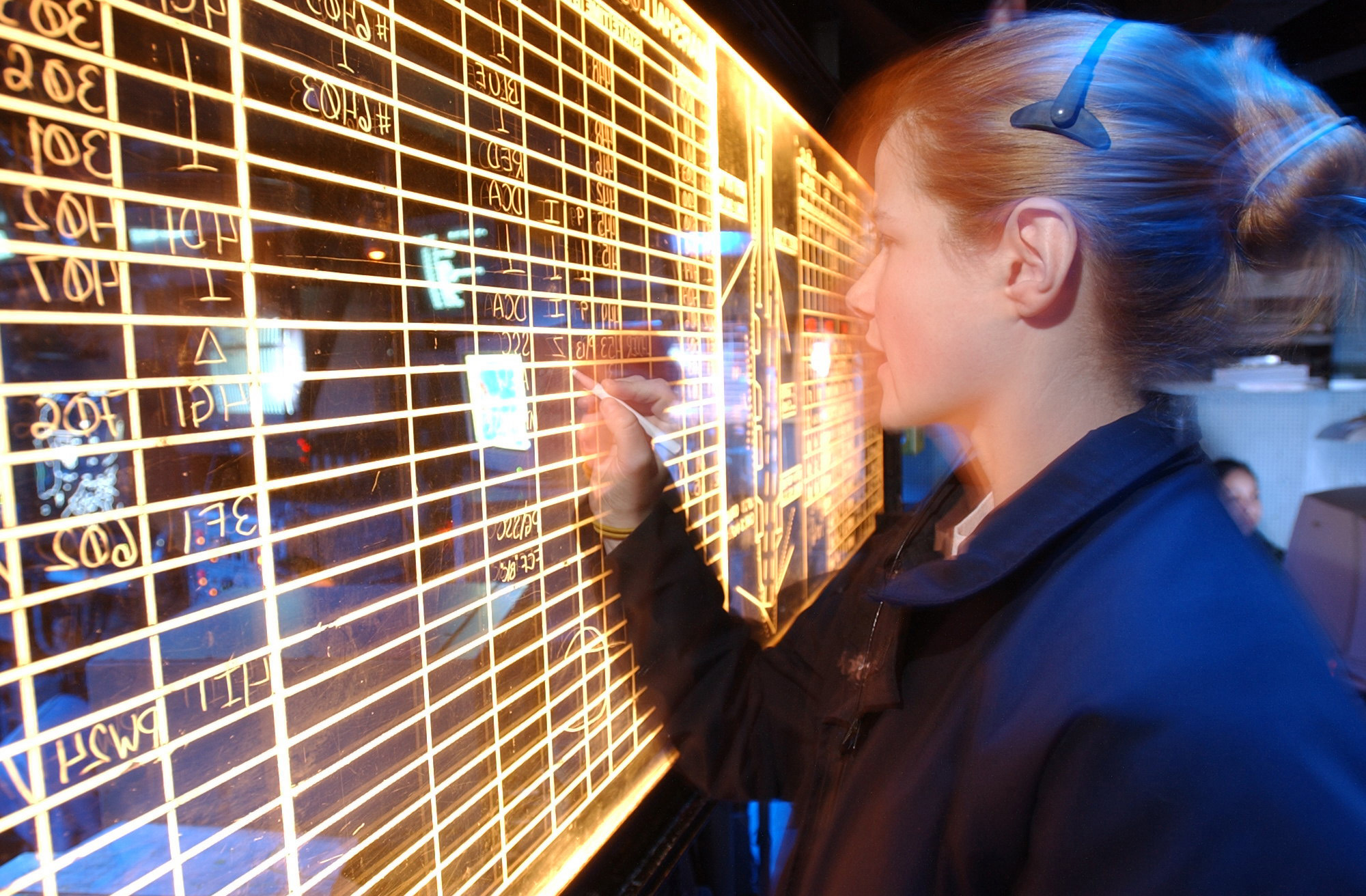
برج مراقبت ناو
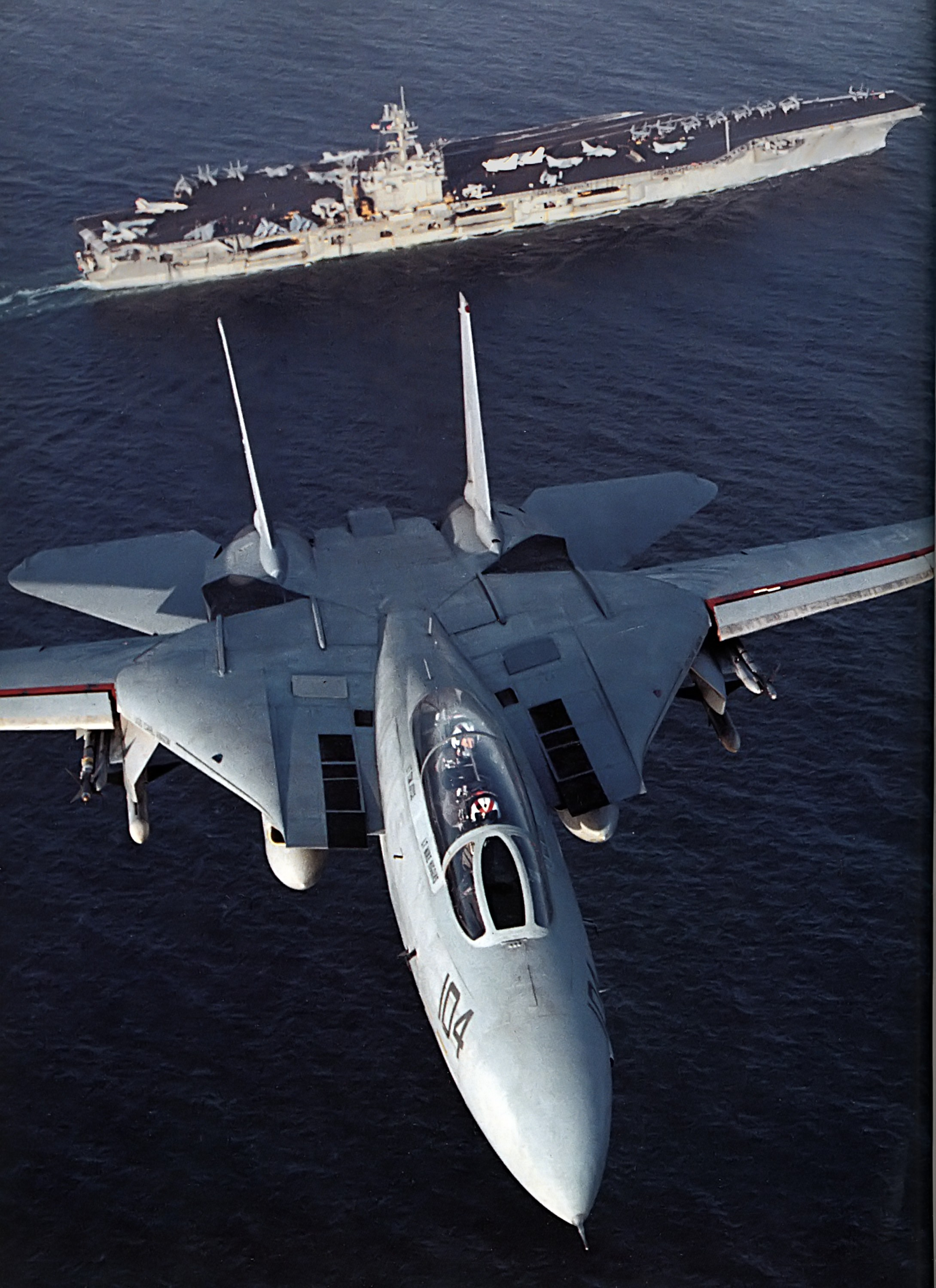
مانور نظامی